# 2009-2010年西非脑膜炎疫情
2009-2010年西非脑膜炎疫情自2009年1月起爆发在非洲脑膜炎带地区国家布吉納法索, 馬里, 尼日爾, 和奈及利亞的流行性细菌性脑膜炎。截至2009年3月27日，世界卫生组织报告已有25,000例疑似病例和1,100 人死亡。这是该地区自1996年以来最严重的疫情，世界上三分之一的细菌性紧急疫苗储备已经在该次疫情中被消耗殆尽。在此次疫情中，全球疫苗免疫联盟一直在努力争取更多的疫苗。

## 背景

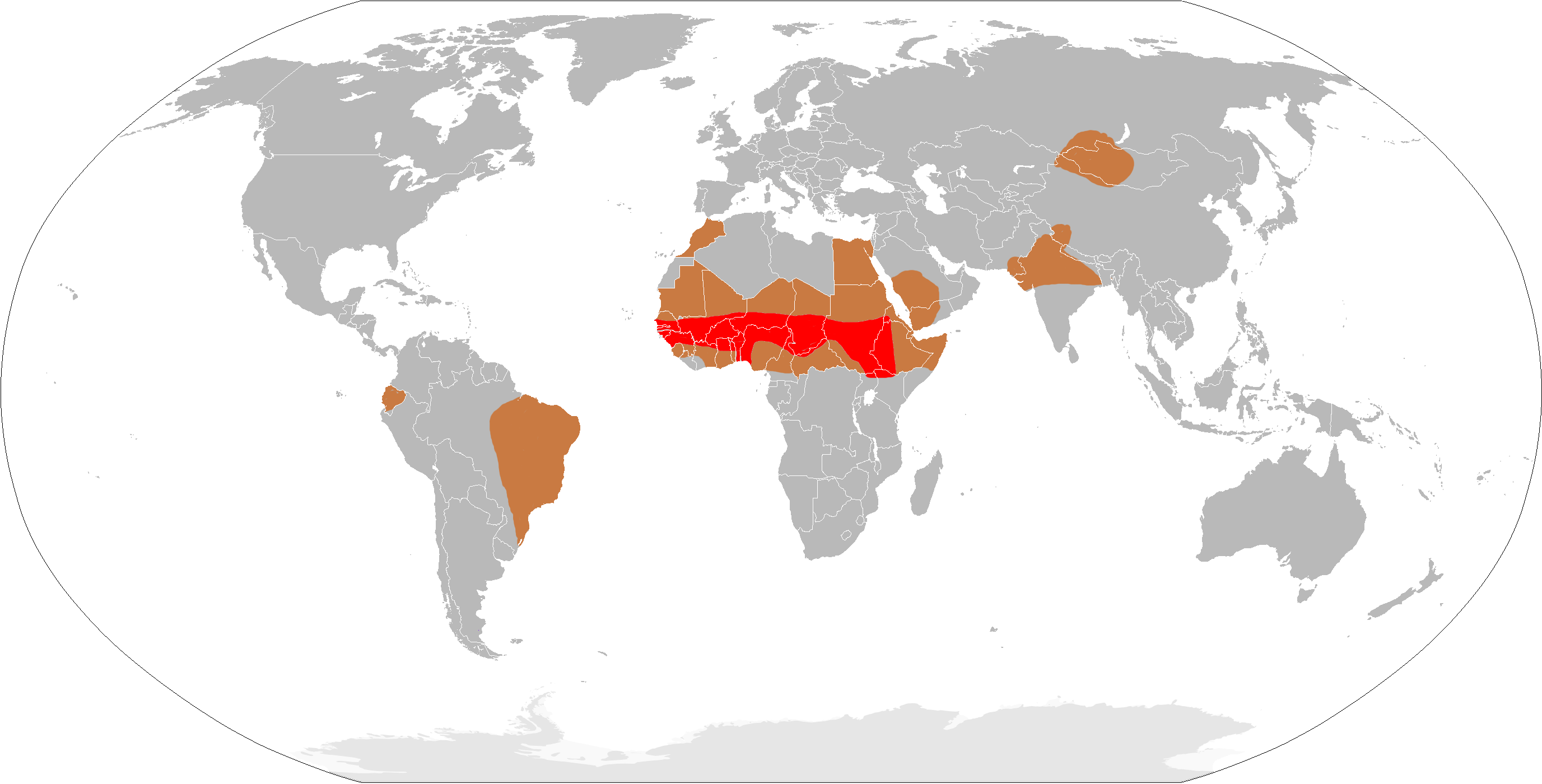
腦膜炎雙球菌性脑膜炎的人口分布。
脑膜炎带
疫区
仅散发病例

在西非，脑膜炎是非常普遍的，大约每年都会出现一次大流行，通常会影响25,000至200,000左右的人口。但是，这轮疫情是自1996年以来最严重的一场。1996年，脑膜炎在三个月内感染了100,000 多人，并导致了约10,000人死亡。
根据无国界医生组织的数据，在西非当时有多达400个由5人组成疫苗接种小组，每个小组每天在该地区可为数千人接种疫苗，这场疫苗接种活动持续了数周。在尼日尔的多索,马拉迪和津德爾等地区总共约有280 万人接种了疫苗，尼日利亚的卡齊納、吉加瓦州、包奇、凱比、索科托、尼日尔、扎姆法拉、卡杜纳和貢貝约有450万人接种了疫苗，在其他区域，共约有255,000人参加疫苗的接种。

## 受影响的国家

### 布基纳法索
此次疫情波及布基纳法索的四个省：巴蒂埃省、曼尼省、索伦佐省和托马省。大约有15%的感染者死于脑膜炎。此外，在脑膜炎流行期间同时发生了一次小规模的麻疹暴发。

### 马里
在马里，共有54人感染了脑膜炎，其中有6人死亡。疫情爆发时，有多个组织正在进行临床脑膜炎疫苗试验。
| 国家       | 感染人数 | 死亡人数 |
| 尼日利亚   | 9,086    | 562      |
| 尼日尔     | 2,620    | 113      |
| 布基纳法索 | 1,756    | 250      |
| 马里       | 54       | 6        |
| 共计       | 13,516   | 931      |

### 尼日尔
1月下旬，尼日尔首次爆发了脑膜炎，南部的津德爾大區最先报告了几起病例。该次大流行与2008年的脑膜炎大流行相比，虽然报告的病例更多，但死亡率较低。据世界卫生组织称，尼日尔的五个地区受到疫情的严重影响，另外八个地区处于“戒备状态”。来自尼日尔北部偏远城镇的5月1日报告显示越来越多的病例其根源来自于来自尼日利亚和加纳的移民工人，他们途经此地希望进入阿尔及利亚和利比亚，从而从那里进入欧洲。根据阿加德茲公共卫生局统计，该地区有共189例病例，其中有16人死亡，仅阿加德兹地区就有99例病例，其中4人死亡。在更偏远的东部地区，比尔马和迪尔库的官员共报告了36例病例，其中有10例死亡。

### 尼日利亚
尼日利亚在这次大流行期间伤亡尤其严重，在9,086例病例中共有562人死亡。该国的36个州中的22个在三个月内产生了333例死亡个案。其它217个地方政府区域也报告了病例。疫情爆发后，一些州开展了大规模的脑膜炎疫苗接种和宣传活动。尼日利亚卫生部长巴巴通德·奥索蒂梅因尼日利亚已为预期的大流行做好了准备：“2008年9月3日，我们提醒所有脑膜炎地带的国家加强监测、预置药物和实验室材料，并使公众了解预防措施。但也确实如此，从2008年8月起，卫生部就在脑膜炎带的所有州预先放置了油性氯霉素以及实验室试剂和用于确诊病例的材料。”。